# 针毛球蛛
针毛球蛛（学名：Theridion setum）为球蛛科球蛛属的动物。在中国大陆，分布于陕西等地。该物种的模式产地在陕西周至。